# Слесар Артем Олексійович
Артем Олексійович Слесар (нар. 12 грудня 2004, Южне, Одеська область, Україна) — український футболіст, нападник та правий вінґер київського «Динамо», який виступає в оренді за луганську «Зорю».

## Клубна кар'єра
Народився в місті Южне Одеської області. Футболом розпочав займатися 2015 року в складі місцевої команди «Портовик», яка виступала в юнацькому обласному чемпіонаті. Наступного року перебрався до академії «Динамо», у футболці якого з 2016 по 2021 рік виступав у ДЮФЛУ. Навесні 2021 року у складі «Динамо» почав виступати в юнацькому чемпіонаті України. В Юнацькій лізі УЄФА дебютував 14 вересня 2021 року в переможному (4:0) домашньому поєдинку 1-го туру групи E проти лісабонської «Бенфіки». Артем вийшов на поле на 84-й хвилині замість Назара Волошина. У сезоні 2021/22 років двічі виходив на поле в матчах Юнацької ліги УЄФА, в обох випадках — з лави запасних на останні хвилини. 
На початку серпня 2023 року відправився в оренду на сезон до «Зорі». Першу частину сезону 2023/24 років провів у юнацькій команді, але після зимової перерви почав залучатися до тренувань з першою командою. У дорослому футболі дебютував 7 березня 2024 року в переможному (2:0) домашньому поєдинку 20-го туру Прем'єр-ліги України проти «Минаю». Слесар вийшов на поле на 81-й хвилині замість Едуардо Герреро. У сезоні 2023/24 років 4 рази виходив на поле в матчах вищого дивізіону чемпіонату України. На початку серпня 2024 року луганці продовжили орендну угоду гравця ще на 1 рік.

## Кар'єра в збірній
На міжнародному рівні виступав за юнацьку збірну України (U-15), у складі якої став переможцем Турніру розвитку УЄФА 2019 у Єревані. Дебютував за українську збірну 8 травня 2019 року в переможному (3:1) поєдинку 1-го туру проти юнацької збірної Кіпру (U-15). Відзначився 2-ма голами у воротах команди-господарів у матчі 3-го туру вище вказаного турніру. 

## Досягнення
«Динамо» (Київ)
- Юнацький чемпіонат України (U-19)
  -  Срібний призер (2): 2021/22, 2022/23